# Mariniderna

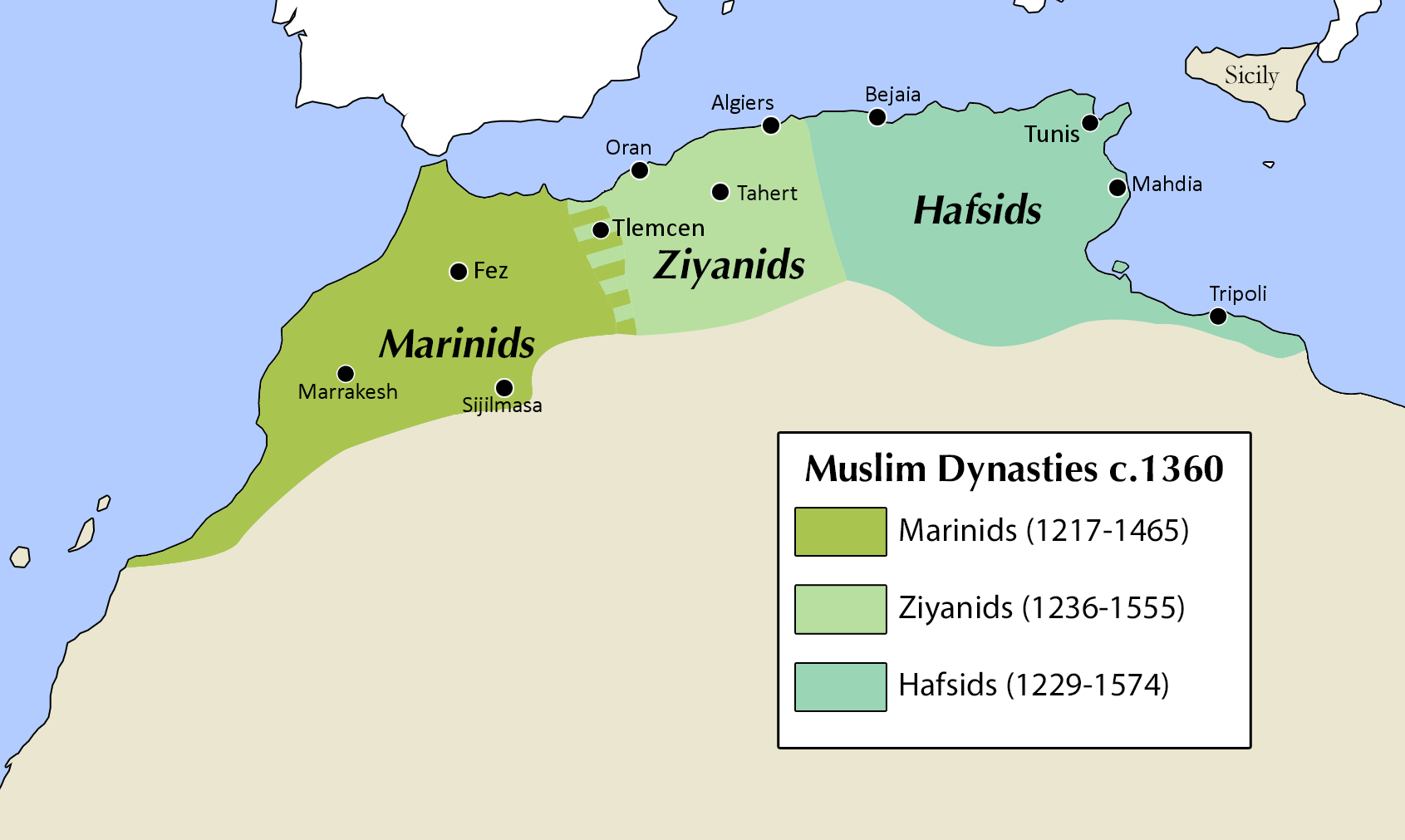
Mariniderna, Zayyaniderna och Hafsiderna cirka 1360.

Mariniderna var en sunnimuslimsk berbisk dynasti som regerade Marinidersultanatet i nuvarande Marocko mellan 1244 och 1465. 
De efterträdde Almohaderna (1121–1269) och efterträddes av Wattasiderna (1472–1554). 